# Ефект Баркгаузена

Залежність для феромагнітного матеріалу намагніченості (J) і магнітної індукції (B) від напруженості магнітного поля (H).
На збільшеному фрагменті показаний ефект (скачки) Баркгаузена

Ефект Баркгаузена — стрибкоподібна зміна намагніченості (J) феромагнітної речовини при монотонній, безперервній зміні зовнішніх умов, які призводять до зміни доменної структури матеріалу. Це назва, що дається шуму який з'являється при зміні намагнічування феромагнетика.

## Загальні відомості

Яка обумовлює ефект (стрибок) Баркгаузена, проходження неоднорідності кордоном домену при зростанні напруженості магнітного поля (H)

Ефект названий на честь німецького фізика Генріха Баркгаузена, який відкрив і описав його в 1919 році, який викликаний швидкими змінами розмірів магнітних доменів (аналогічно магнітно орієнтованим атомам у феромагнітних матеріалах).
Робота Баркгаузена в галузі акустики та магнетизму призвела до відкриття, яке стало головним експериментальним доказом, що підтверджує доменну теорію феромагнетизму, запропоновану в 1906 році П'єром-Ернестом Вайссом. Ефект Баркгаузена — це ряд раптових змін у розмірі та орієнтації феромагнітних доменів або мікроскопічних скупчень вирівняних атомних магнітів (спінів), що виникає під час безперервного процесу намагнічування або розмагнічування. Ефект Баркгаузена дав прямі докази існування феромагнітних доменів, які раніше були постульовані теоретично. Генріх Бархаузен виявив, що повільне, плавне збільшення магнітного поля, застосованого до шматка феромагнітного матеріалу, такого як залізо, призводить до того, що він намагнічується не постійно, а поетапно.
Суть ефекту — стрибкоподібна зміна намагніченості (J) феромагнітної речовини при монотонному і безперервному зовнішньому впливі, за якого відбувається перебудова доменної структури матеріалу, наприклад, зміна механічних напружень, температури або напруженості магнітного поля (H).

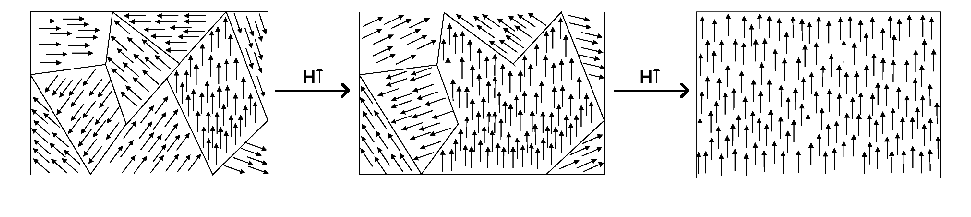
Перебудова доменної структури матеріалу при зовнішньому впливі (зростання напруженості магнітного поля (H)

При повільному намагнічуванні феромагнітного зразка в телефоні, з'єднаному з вимірювальною котушкою, одягненою на зразок, чути шум і окремі клацання. Вони викликаються імпульсами струму, індукованими в котушці при стрибкоподібних змінах намагніченості зразка. Особливо чітко Ефект Баркгаузена проявляється в магнітномягких матеріалах на крутих ділянках кривої намагнічування, де магнітна структура змінюється шляхом процесів зсуву кордонів доменів
Явище зумовлене наявністю різного роду неоднорідностей, таких як, сторонні включення, дислокації, залишкові механічні напруги та ін., які перешкоджають перебудові магнітної структури. Коли межа домену, зміщуючись при збільшенні поля Н, зустрічає перешкоду (наприклад, включення), вона зупиняється і залишається нерухомою при подальшому збільшенні поля. При деякому значенні поля границя долає перешкоду і рухається вже без збільшення поля. Через подібні затримки крива намагнічування феромагнетика має ступінчастий характер.

### Шум Баркгаузена
Коли зовнішнє поле намагнічування через шматок феромагнітного матеріалу змінюється, наприклад, переміщуючи магніт у бік залізної планки або віддаляючись, намагніченість матеріалу змінюється рядом переривчастих змін, викликаючи «стрибки» магнітного потоку через залізо. Їх можна виявити, обмотавши планки котушки дротом, прикріплені до підсилювача та гучномовця. Раптові переходи в намагніченості матеріалу виробляють імпульси струму в котушці, які при посиленні видають звук у гучномовці. Він видає тріскучий звук, який порівнюють із розгортанням цукерки або звуком багаття. Цей звук, вперше відкритий німецьким фізиком Генріхом Баркгаузеном, називається шумом Баркгаузена. Подібні ефекти можна спостерігати, застосовуючи лише механічні напруги (наприклад, згинання) на матеріал, поміщений у котушку детектування.
Ці стрибки намагніченості вважаються дискретними змінами розмірів або обертання феромагнітних доменів. Деякі мікроскопічні скупчення атомних спінів, вирівняні із зовнішнім намагнічуючим полем, збільшуються в розмірах за допомогою раптового перевертання сусідніх спінів; аналогічно - особливо коли намагнічене поле стає істотно сильним, інші цілі домени раптом перевертаються на напрямок зовнішнього поля. Одночасно - завдяки обмінним взаємодіям, спіни мають тенденцію вирівнювати себе з сусідами. Напруга між різними  рухами створює лавину, коли група сусідніх доменів швидко розвертається, щоб вирівнятись із зовнішнім полем.

## Практичне застосування

Загальна схема чутливого елемента установки магнітного методу неруйнівного контролю феромагнітних матеріалів (зелений — намагнічувальна скоба, червоний — індуктивний датчик, сірий — контрольований матеріал)

Ефект Баркгаузена є одним з прямих доказів доменної структури феромагнетиків, а використання його дозволяє досліджувати процеси намагнічування і визначати об'єми окремих доменів і статистичний розподіл об'ємів. Для більшості феромагнетиків об'єм домену близько 10-6 -10-9 см3.
Кількість шуму Баркгаузена для даного матеріалу пов'язана з кількістю домішок, дислокацій кристалів тощо і може бути хорошим показником механічних властивостей такого матеріалу. Тому шум Баркгаузена може використовуватися як метод неруйнівної оцінки деградації механічних властивостей магнітних матеріалів, підданих циклічним механічним напруженням (наприклад, при транспортуванні трубопроводами ) або високоенергетичних частинок (наприклад, ядерного реактора ) або таких матеріалів, як високоміцні сталі, які можуть зазнати пошкоджень від подрібнення. Принципова схема простої неруйнівної установки для такої мети зображена праворуч.
Шум Баркгаузена також може вказувати на фізичні пошкодження в тонкоплівковій структурі внаслідок різних процесів нанофабрикації, таких як травлення реактивних іонів або використання іонно-фрезерного верстата. 

### Неруйнівний контроль феромагнітних деталей
На використанні ефекту Баркгаузена заснована робота установок магнітного методу неруйнівного контролю. Загальна схема їх чутливого елемента показана на малюнку. Такий пристрій дозволяє впевнено виявляти неоднорідності (частинки шлаку, мікротріщини та ін.) які вже містяться в контрольованому матеріалі, або виникають в процесі впливу зовнішнього середовища (механічне навантаження, зміна температури та ін.). У першому випадку, чутливий елемент необхідно рівномірно переміщати по досліджуваному об'єкті, у другому, стаціонарно закріпити в контрольованій області.

### Вимірювання коерцитивної сили феромагнетиків
При повільному перемагнічувані феромагнітного зразка від негативного насичення до позитивного, поле, відповідне половині підрахованих лічильником стрибків Баркгаузена відповідає коерцитивній силі з точністю до ± 0,01Е.

### Вимірювання магнітних полів і струмів
При впливі слабких магнітних полів (намагнічування до 0,1 індукції насичення) перемагнічування відбувається за приватними гістерезисними циклам. При цьому число стрибків при наростанні поля має характер, подібний залежності індукції від намагнічуваного поля і для деяких ферромагнетиков практично лінійне. На основі цього можна будувати чутливі магнітометри з порогом чутливості 10-5Е.
Відповідно, цей метод придатний для вимірювання струмів, якщо перемагнічувати феромагнітний сердечник полем, яке створюється вимірюваним струмом.